# Filippo I di Fiandra
Filippo d'Alsazia o Filippo I di Fiandra (1143 circa – Acri, 1º luglio 1191) fu conte di Fiandra dal (1157-1191), e Conte di Vermandois e di Valois per matrimonio dal 1167 al 1185, e poi solo Conte di Vermandois fino alla sua morte.

## Origine
Secondo la Genealogica Comitum Flandriæ Bertiniana, Continuatio Leidensis et Divionensis era il figlio secondogenito del signore di Bitche, in Alsazia e conte delle Fiandre, Teodorico di Alsazia e di Sibilla d'Angiò, che, anche se l'arcivescovo, Guglielmo, della città di Tiro, nell'odierno Libano, nel suo Historia rerum in partibus transmarinis gestarum ce la presenta come figlia femmina primogenita era la figlia femmina secondogenita del conte d'Angiò e conte di Tours, conte consorte e poi conte del Maine ed infine reggente del Principato di Antiochia e re consorte del Regno di Gerusalemme, Folco il Giovane, e della contessa del Maine, Eremburga, figlia unica del conte del Maine, Elia I e di Matilde, come riporta nella sua Historia Ecclesiastica, Pars II, Liber IV del monaco e storico medievale, Orderico Vitale, signora di Château-du-Loir, figlia di Gervaso, signore di Château-du-Loir.
Teodorico di Alsazia, secondo il Cartulaire de l'Abbaye de Saint-Bertin, era il figlio primogenito del Duca di Lorena, Teodorico II e della sua seconda moglie, Gertrude delle Fiandre (fra il 1070 e il 1080-1117), che ancora secondo il Cartulaire de l'Abbaye de Saint-Bertin e la Genealogica Comitum Flandriæ Bertiniana, Continuatio, era figlia del conte delle Fiandre, Roberto I e di Gertrude di Sassonia, figlia del duca di Sassonia, Bernardo II.

## Biografia

### Giovinezza
Filippo era nato secondogenito, nel 1143 circa; prima del 1154, suo fratello il primogenito, Baldovino, morì che era ancora un fanciullo.
La sua carriera cominciò presto, già nel 1157 Filippo agiva infatti da reggente e da "vice-conte" per conto del padre, Teodorico, che, assieme alla moglie, Sibilla, nel 1157, compì il suo terzo viaggio in Palestina, come ci viene confermato dagli Annales Blandinienses. Questa volta si unì al proprio cognato, il re di Gerusalemme, Baldovino III, nella conquista di Cesarea sull'Oronte. L'impresa pareva sicura ma durante l'assedio Teodorico e il principe di Antiochia, Rinaldo di Châtillon, litigarono per il possesso della città, non ancora conquistata, creando un dissenso così acuto tra i crociati che abbandonarono del tutto l'assedio.
Teodorico rientrò nelle Fiandre, nel 1159, senza la moglie che si era fatta monaca a Betania, e appena giunto in patria associò il figlio Filippo al governo della contea.
Circa un decennio dopo, Filippo si adoperò per fermare la pirateria che flagellava le coste di Fiandra e quando scoppiò una guerra fra le Fiandre e l'Olanda Filippo prese prigioniero a Bruges Fiorenzo III, Conte d'Olanda (1141-1º agosto 1190) liberandolo solo nel 1167 dietro il riconoscimento della sovranità delle Fiandre sulla Zelanda.
Nel 1157 Filippo sposò Elisabetta di Vermandois figlia di Raul I di Vermandois e Petronilla d'Aquitania sorella della più famosa Eleonora, come ci confermano gli Annales Blandinienses. La Flandria Generosa (Continuatio Bruxellensis), oltre a confermare il matrimonio, ci informa che dopo la morte del suocero di Filippo (morto nel 1152) il Vermandois era passato al cognato Rodolfo II che morì di lebbra, nel 1167 senza lasciare eredi. Il ducato andò quindi a sua moglie, Elisabetta e, jure uxorio, a Filippo, che vide l'influenza delle Fiandre spingersi prepotentemente verso sud raggiungendo la sua massima estensione e minacciando di sbilanciare i delicati equilibri di potere della Francia.
Suo padre, Teodorico, secondo il necrology of the Prieuré de Fontaines (non consultato), morì il 18 gennaio 1168 a Gravelines e, secondo il Flandria Generosa (Continuatio Bruxellensis), gli succedette il figlio maggiore, Filippo.
Il governo di Filippo fu saggio ed egli, insieme al suo "primo ministro" Robert d'Aire, stabilirono un vero e proprio sistema di amministrazione del territorio e i loro rapporti con l'estero furono eccellenti. Filippo si trovò a mediare fra Enrico II d'Inghilterra e Tommaso Becket, fra Enrico II e Luigi VII di Francia e riuscì anche a organizzare un buon matrimonio per la sorella Margherita (morta 15 novembre 1194) con Baldovino V di Hainaut.
Introdusse dapprima nella città di Arras, poi in tutte le più importanti città fiamminghe, un marchingegno istituzionale per la repressione dei delitti fondato sull'inchiesta. Al centro dei nuovi procedimenti si pose un gruppo di uomini probi e saggi di ciascuna città (scabini, aldermen), sotto la guida di un ufficiale regio (bailiff). La prova era totalmente fondata sull'inchiesta degli scabini, veritas scabinorum.
Il matrimonio di Filippo ed Elisabetta si rivelò sterile: nel 1175 Elisabetta fu accusata di adulterio e il suo amante Walter de Fontaines venne bastonato fino alla morte, come ci viene confermato dal Ex Radulfi de Diceto imaginibus historiarum. L'adulterio della moglie rese facile per Filippo chiedere ed ottenere da Luigi VII il controllo del Vermandois e, poiché entrambi i suoi fratelli Matteo e Pietro Vescovo di Cambrai morirono rispettivamente nel 1173 e 1176 senza figli, Filippo decise, prima di partire per la Terra santa nel 1177, di nominare la sorella Margherita e suo marito quali suoi successori ed eredi.

### In Terra santa
Filippo si recò due volte in Terra Santa: la prima volta, nel 1173, sperò di poter prendere parte alla pianificata invasione contro l'Egitto, scopo per il quale i crociati avevano stretto alleanza con l'Impero bizantino. Una flotta bizantina di 150 galee stava aspettando ad Acri quando Filippo arrivò, ma, a seguito della malattia e poi alla morte del re di Gerusalemme, Amalrico I (1136 -1174), la spedizione in Egitto non fu effettuata. Nella seconda, del 1177,  egli incontrò suo cugino, il re di Gerusalemme, Baldovino IV, che era lebbroso e senza figli e che per questo offrì a Filippo la successione al Regno di Gerusalemme quale suo erede maschio più vicino. Filippo però non accettò e Baldovino nominò allora Rinaldo di Châtillon per il quale Filippo agì da assistente. Secondo l'arcivescovo, Guglielmo, della città di Tiro, nell'odierno Libano, nel suo Historia rerum in partibus transmarinis gestarum Filippo non era comunque così disinteressato, poiché sperava di poter far sposare uno dei propri vassalli con la sorella di Baldovino, Sibilla di Gerusalemme o con la sua sorellastra Isabella di Gerusalemme. Sibilla era rimasta vedova nel 1177 di Guglielmo Spadalunga dopo un breve matrimonio, e al momento era incinta. Guglielmo di Tiro, negoziatore in questa trattativa, osservò che sarebbe stato assai improprio farla risposare così presto. 
Anche nel 1077, l'Imperatore bizantino, Manuele I Comneno, aveva fornito una flotta per una spedizione congiunta greco-latina contro l'Egitto, ma, per l'atteggiamento passivo di Filippo I, l'operazione non fu compiuta.
Secondo le cronache di Ernoul, Filippo fu osteggiato anche da Raimondo III di Tripoli, che reclamò la reggenza per sé, oltre che dagli Ibelin, stretti sostenitori di Raimondo, che speravano di poter far maritare Sibilla con qualcuno della propria famiglia. Filippo lasciò Gerusalemme ad ottobre per andare a combattere al nord nel Principato d'Antiochia prima di tornare a casa dopo l'assedio di Ḥamā e il fallimentare assedio del castello di Ḥārim, come riporta lo Storico britannico, Steven Runciman, noto medievista e bizantinista, nella sua Storia delle Crociate (non consultato). Nel frattempo l'alleanza con i Bizantini si era sfasciata e Baldovino e Rinaldo avevano sconfitto Saladino nella Battaglia di Montgisard.

### La guerra contro il re di Francia
Filippo tornò in patria nel 1179 e trovò il re di Francia, Luigi VII malato e debole al punto che scelse di nominarlo guardiano del suo erede Filippo, noto anche come Filippo Augusto e poi Filippo il Conquistatore, un anno dopo, nell'aprile 1180 sua nipote Isabella di Hainaut sposò il quindicenne Filippo che pochi mesi dopo venne incoronato re di Francia come Filippo II di Francia. In dote ella aveva portato la Contea d'Artois e altre terre di Fiandra con grande costernazione di suo cognato Baldovino. Luigi VII morì il 18 settembre 1180 e subito dopo Filippo II cominciò a rivendicare la propria indipendenza e fra i due scoppiò una guerrà che portò devastazione sia in Piccardia che nell'Île-de-France. Secondo la storico, Patrick van Kerrebrouck, nel suo Les Capétiens, 987-1328, P. van Kerrebrouck, 2000, Filippo non fu mai reggente e la guerra iniziò dopo la morte della moglie di Filippo, Elisabetta di Vermandois, nel marzo del 1183 (secondo la Flandria Generosa (Continuatio Claromariscensis), Elisabetta era morta nel 1182 e fu sepolta in una chiesa di Arras), in quanto Filippo rifiutò di consegnare la contea alla legittima erede, Eleonora di Vermandois, la sorella di Elisabetta. Baldovino V all'inizio appoggiò suo cognato Filippo, ma nel 1184 cambiò bandiera destinando il proprio sostegno al genero in nome degli interessi della figlia.
Attorno all'agosto 1183 Filippo si era risposato con Teresa del Portogallo, figlia di Alfonso I del Portogallo e Mafalda di Savoia. Alla nuova moglie egli aveva donato un gran numero di grandi città del territorio delle Fiandre, in un apparente affronto al cognato Baldovino, che abbandonò Filippo I e si alleò con Filippo II Augusto; allora Filippo I, assieme ad altri devastòi l'Hainaut; il re di Francia mosse verso le Fiandre in aiuto dello suocero. Filippo I, non trovando aiuto, né dal re d'Inghilterra, Enrico II, né dall'Imperatore, Federico Barbarossa, fu obbligato a venire a patti; il conflitto, sempre secondo Patrick van Kerrebrouck venne mediato da Filippo II di Francia, col trattato di Boves del 1185, ratificato ad Amiens, nel 1186: Eleonora ottenne per sé il Valois, Filippo II Augusto si prese Amiens e molti altri feudi, mentre a Filippo I andò il Vermandois vero e proprio, e gli venne concesso il permesso di fregiarsi del titolo di conte di Vermandois per il resto della vita.
Uno scontro con Filippo II Augusto si ebbe anche quando quest'ultimo, per la mancanza di un erede, minacciò di ripudiare la moglie, nipote di Filippo I che, a sua volta, pretendeva la restituzione della contea di Artois; ma la nascita dell'erede Luigi, nel 1187, decretò la perdita della contea, che, nel 1190, alla morte di Isabella di Hainaut, fu annessa alla corona di Francia.
In quel periodo, assieme al re di Francia, Filippo II, al re d'Inghilterra, Enrico II ed al papa Alessandro III, si attivarono con l'Imperatore, Federico Barbarossa, affinché mitigasse la punizione al decaduto Duca di Sassonia e Duca di Baviera, Enrico il Leone, riducendogli l'esilio dalla Germania a soli tre anni.

### La morte e i lasciti
Nel 1190 Filippo prese di nuovo la croce e tornò in Terra santa al seguito del re di Francia, Filippo II Augusto, e del nuovo re d'Inghilterra, Riccardo Cuor di Leone, alla testa di un contingente fiammingo. Secondo la Flandria Generosa (Continuatio Claromariscensis) arrivò in Terra Santa assieme ai due re, quando era in corso l'assedio di San Giovanni d'Acri, che era difesa con vigore, dai Saraceni e rimase vittima di un'epidemia (di peste) che devastò il campo cristiano colpendo la maggior parte dei soldati; Filippo morì nell'estate del 1191, tre mesi dopo la traversata, il 1º luglio (Kal Iulii 1191), come ci viene confermato anche dalla Historia Rerum in partibus transmarinis gestarum ("L'estoire de Eracles Empereur et la conqueste de la terre d'Outremer"), Continuator, ai capitoli IV e VI. Filippo fu tumulato nella basilica di San Nicola fuori le mura di Acri, dove furono sepolti oltre 50 tra vescovi e condottieri cristiani. Il suo corpo venne riportato in patria dalla seconda moglie, Teresa (detta Matilde, nelle Fiandre), che aveva agito da reggente in sua assenza, e venne sepolto nell'Abbazia di Clairvaux, in una cappella dove anche Teresa/Matilde sarebbe stata sepolta. La morte di Filippo conte delle Fiandre e di Vermandois, nel 1191, viene confermata anche dagli Annales Blandinienses.
Sempre secondo la Flandria Generosa (Continuatio Claromariscensis), alla morte di Filippo, la contea di Vermandois, andò al re d Francia, diverse città delle Fiandre rimasero in possesso della moglie, Teresa/Matilde, ed infine, poiché da entrambi i matrimoni Filippo non aveva avuto figli, la terza parte dell'eredità (la contea delle Fiandre) andò alla sorella, Margherita ed al cognato, Baldovino di Hainaut che, ancora secondo gli Annales Blandinienses incorporarono le Fiandre nei loro domini.
Filippo sembra rappresentare uno degli ultimi signori indipendenti tipicamente feudali destinato a soccombere sotto un nuovo tipo di autorità rappresentata, in questo caso, da Filippo II di Francia, per la prima volta infatti un sovrano francese riuscì a imporre la propria autorità a un conte di Fiandra.
Nonostante le guerre che imperversarono durante il suo regno il suo paese non cessò di crescere economicamente, come dimostrano i numerosi documenti di tipo commerciale da lui firmati e, dopo la sua morte, le Fiandre conobbero un periodo di grande prosperità.

## Matrimoni e discendenza
Secondo gli Annales Blandinienses, nel 1157, Filippo aveva sposato Elisabetta detta anche Mabile, figlia del Siniscalco di Francia, il conte di Vermandois e di Valois, Raul I di Vermandois e della sua seconda moglie Petronilla d'Aquitania, che, secondo la Chronique de Guillaume de Nangis, era la figlia femmina secondogenita del duca di Aquitania, duca di Guascogna e conte di Poitiers, Guglielmo X il Tolosano e della sua prima moglie, Aénor di Châtellerault ( † dopo il 1130), figlia del visconte Americo I di Châtellerault e della Maubergeon, che al momento della sua nascita era l'amante di suo nonno Guglielmo IX il Trovatore. Anche la Chronica Albrici Monachi Trium Fontium, conferma gli ascendenti di Petronilla, in quanto la cita come sorella della Regina consorte di Francia, duchessa d'Aquitania e Guascogna e contessa di Poitiers, Eleonora, che poi sarà anche Regina consorte d'Inghilterra. Raul I di Vermandois, secondo la Genealogiæ Scriptoris Fusniacensis era il figlio maschio primogenito del conte di Vermandois e di Valois, Ugo di Francia detto il Grande, fratello del re di Francia, Filippo I e della Contessa di Vermandois e di Valois, Adelaide di Vermandois. I nonni paterni di Raul erano Enrico I di Francia e Anna di Kiev, quelli materni Erberto IV di Vermandois e Alice di Valois.
Filippo da Elisabetta/Mabile non ebbe discendenza; la Flandria Generosa (Continuatio Claromariscensis), ci conferma che la moglie di Filippo era sterile.
Dopo la morte della prima moglie, come ci confermano sia il Roderici Toletani Archiepiscopi De Rebus Hispaniae che il Flandria Generosa (Continuatio Claromariscensis), Filippo si era sposato, in seconde nozze, con Teresa (detta Matilde, nelle Fiandre), figlia del primo re del Portogallo, Alfonso I e di Mafalda di Savoia, figlia del settimo conte di Savoia e conte d'Aosta e Moriana, Amedeo III, e di Matilde di Albon.
Filippo anche da Teresa/Matilde non ebbe discendenza; il Roderici Toletani Archiepiscopi De Rebus Hispaniae, ci conferma che Teresa/Matilde morì senza aver mai partorito.
Da un'amante di cui non si conoscono né il nome né gli ascendenti Filippo ebbe un figlio: 
- Teodorico di Fiandra (?-† dopo il 1207), che secondo lo storico francese, Goffredo di Villehardouin, nel suo Memoirs or Chronicle of The Fourth Crusade and The Conquest of Constantinople fu uno dei partecipanti alla IV crociata, che arrivò, assieme al cugino, il Conte delle Fiandre e Conte di Hainaut, Baldovino, alla fine del 1202, nel porto di Marsiglia[35]; anche il Continuatore di Guglielmo di Tiro, nel suo Recueil des historiens des croisades. Historiens occidental, tome II, scrive di Teodorico, citandolo, come parente dell'imperatore (Baldovino I di Costantinopoli) chiamandolo Baldovino (un chevalier.....Bauduins avoit noim)[36], che arrivato a Marsiglia coi Fiamminghi, nel 1203, prese in moglie la figlia dell'imperatore di Cipro, Isacco Comneno (1155-1196, avvelenato), detta la Donzella o Signorina di Cipro (1177- dopo il 1204), che era stata ripudiata dal conte di Tolosa, duca di Narbona e marchese di Provenza, Raimondo VI[36]. Teodorico e la moglie navigarono da Marsiglia verso la Terra Santa, con un convoglio di fiamminghi, che volevano far parte della quarta crociata[36], raggiungendo l'isola di Cipro dove Isacco era stato imperatore[36]. I due coniugi avrebbero voluto far valere i diritti di eredi di Isacco e, sempre secondo il Continuatore di Guglielmo di Tiro, si presentarono al nuovo re di Cipro, Amalrico di Lusignano[37], che non accolse le loro richieste, ma li condannò ad essere esiliati da Cipro[37]. Teodorico e la moglie lasciarono Cipro e si rifugiarono in Armenia[37].
L'ultima volta che Teodorico viene citato in un documento è nel luglio del 1207, quando Goffredo di Villehardouin, ricordandolo come nipote (in effetti era cugino) del secondo imperatore latino di Costantinopoli, Enrico di Fiandra e lo cita come uno dei quattro comandanti, tra cui il fratello dell'imperatore, Eustachio di Alsazia, che garantirono il vettovagliamento nella spedizione contro i Bulgari[38] dello zar Kalojan di Bulgaria

## Ascendenza
|                        |                  |                            | Genitori                            |  |  | Nonni |  |  | Bisnonni          |  |  | Trisnonni                 |  |
|                        |                  |                            |                                     |  |  |       |  |  | Gerardo di Lorena |  |  | Gerardo IV di Bouzonville |  |
|                        |                  |                            |                                     |  |  |       |  |  | Gerardo di Lorena |  |  | Gerardo IV di Bouzonville |  |
|                        |                  | Gisella                    |                                     |  |  |       |  |  | Gerardo di Lorena |  |  |                           |  |
| Teodorico II di Lorena |                  |                            |                                     |  |  |       |  |  | Gerardo di Lorena |  |  |                           |  |
|                        |                  | Edvige di Namur            | Alberto II di Namur                 |  |  |       |  |  |                   |  |  |                           |  |
|                        |                  | Edvige di Namur            | Alberto II di Namur                 |  |  |       |  |  |                   |  |  |                           |  |
|                        |                  | Edvige di Namur            | Regelinda di Verdun                 |  |  |       |  |  |                   |  |  |                           |  |
| Teodorico di Alsazia   |                  | Edvige di Namur            |                                     |  |  |       |  |  |                   |  |  |                           |  |
|                        |                  | Roberto I di Fiandra       | Baldovino V di Fiandra              |  |  |       |  |  |                   |  |  |                           |  |
|                        |                  | Roberto I di Fiandra       | Baldovino V di Fiandra              |  |  |       |  |  |                   |  |  |                           |  |
|                        |                  | Roberto I di Fiandra       | Adele di Francia                    |  |  |       |  |  |                   |  |  |                           |  |
| Gertrude delle Fiandre |                  | Roberto I di Fiandra       |                                     |  |  |       |  |  |                   |  |  |                           |  |
|                        |                  | Gertrude Billung           | Bernardo II di Sassonia             |  |  |       |  |  |                   |  |  |                           |  |
|                        |                  | Gertrude Billung           | Bernardo II di Sassonia             |  |  |       |  |  |                   |  |  |                           |  |
|                        |                  | Gertrude Billung           | Eilika di Schweinfurt               |  |  |       |  |  |                   |  |  |                           |  |
| Filippo I di Fiandra   |                  | Gertrude Billung           |                                     |  |  |       |  |  |                   |  |  |                           |  |
|                        | Folco IV d'Angiò | Goffredo II di Gâtinais    |                                     |  |  |       |  |  |                   |  |  |                           |  |
|                        | Folco IV d'Angiò | Goffredo II di Gâtinais    |                                     |  |  |       |  |  |                   |  |  |                           |  |
|                        | Folco IV d'Angiò | Ermengarda d'Angiò         |                                     |  |  |       |  |  |                   |  |  |                           |  |
| Folco V d'Angiò        | Folco IV d'Angiò |                            |                                     |  |  |       |  |  |                   |  |  |                           |  |
|                        |                  | Bertrada di Montfort       | Simone I di Montfort                |  |  |       |  |  |                   |  |  |                           |  |
|                        |                  | Bertrada di Montfort       | Simone I di Montfort                |  |  |       |  |  |                   |  |  |                           |  |
|                        |                  | Bertrada di Montfort       | Agnese d'Évreux                     |  |  |       |  |  |                   |  |  |                           |  |
| Sibilla d'Angiò        |                  | Bertrada di Montfort       |                                     |  |  |       |  |  |                   |  |  |                           |  |
|                        |                  | Elia I del Maine           | Jean de la Flèche                   |  |  |       |  |  |                   |  |  |                           |  |
|                        |                  | Elia I del Maine           | Jean de la Flèche                   |  |  |       |  |  |                   |  |  |                           |  |
|                        |                  | Elia I del Maine           | Paola del Maine                     |  |  |       |  |  |                   |  |  |                           |  |
| Eremburga del Maine    |                  | Elia I del Maine           |                                     |  |  |       |  |  |                   |  |  |                           |  |
|                        |                  | Matilde di Château-du-Loir | Gervais II, Lord of Château-du-Loir |  |  |       |  |  |                   |  |  |                           |  |
|                        |                  | Matilde di Château-du-Loir | Gervais II, Lord of Château-du-Loir |  |  |       |  |  |                   |  |  |                           |  |
|                        |                  | Matilde di Château-du-Loir | Aremberge                           |  |  |       |  |  |                   |  |  |                           |  |
|                        |                  | Matilde di Château-du-Loir |                                     |  |  |       |  |  |                   |  |  |                           |  |

## Il Mecenate
Si pensa che Filippo possa essere stato il mecenate di Chrétien de Troyes mentre scriveva il suo ultimo romanzo Perceval o il racconto del Graal. L'opera iniziata prima della morte di Filippo rimase incompiuta giacché lo stesso autore morì prima del 1190.

### Fonti primarie
- (LA)  Orderici Vitalis, Historia Ecclesiastica, tomus II.
- (LA)  Orderici Vitalis, Historia Ecclesiastica, tomus unicus.
- (LA)  Monumenta Germaniae Historica, Scriptores, tomus XXIII.
- (LA)  Monumenta Germaniae Historica, Scriptores, tomus XIII.
- (LA)  Monumenta Germaniae Historica, Scriptores, tomus IX.
- (LA)  Monumenta Germaniae Historica, Scriptores, tomus V.
- (LA)  Historia Rerum in partibus transmarinis gestarum.
- (LA)  Guglielmo di Malmesbury, Gesta Regum Anglorum.
- (LA)  Cartulaire de l'abbaye de Saint-Bertin.
- (FR)  Recueil des historiens des croisades. Historiens occidental, tome II.
- (LA)  Chronique de Guillaume de Nangis.
- (LA)  Recueil des historiens des Gaules et de la France. Tome 13.
- (LA)  Recueil des historiens des Gaules et de la France. Tome 12.
- (EN)  Memoirs or Chronicle of The Fourth Crusade and The Conquest of Constantinople.

### Letteratura storiografica
- J.M. Hussey, "Gli ultimi macedoni, i Comneni e gli Angeli, 1025-1204", cap. VI, vol. III (L'Impero bizantino) della Storia del Mondo Medievale, 1999, pp. 230–290
- Charles Lethbridge Kingsford, "Il regno di Gerusalemme, 1099-1291", cap. XXI, vol. IV (La riforma della chiesa e la lotta fra papi e imperatori) della Storia del Mondo Medievale, 1999, pp. 757–782
- Austin Lane Poole, "Federico Barbarossa e la Germania", cap. XXIV, vol. IV (La riforma della chiesa e la lotta fra papi e imperatori) della Storia del Mondo Medievale, 1999, pp. 823–858
- Frederick Maurice Powicke, "I regni di Filippo Augusto e Luigi VIII di Francia", cap. XIX, vol. V (Il trionfo del papato e lo sviluppo comunale) della Storia del Mondo Medievale, 1999, pp. 776–828
- Henry Pirenne, "I Paesi Bassi", cap. XII, vol. VII (L'autunno del Medioevo e la nascita del mondo moderno) della Storia del Mondo Medievale, 1999, pp. 411–444.
- Edward Le Glay, Histoire des comtes de Flandre jusqu'à l'avènement de la Maison de Bourgogne, Paris, 1843
- Henri Platelle et Denis Clauzel, Histoire des provinces françaises du Nord, 2. Des principautés à l'empire de Charles Quint (900-1519), 1989; ISBN 2-87789-004-X
- Georges-Henri Dumont, Histoire de la Belgique, Bruxelles 1977, ISBN 2-87106-182-3
- Cécile et José Douxchamps, Nos dynastes médiévaux, Wepion-Namur 1996, ISBN 2-9600078-1-6
- Robert Lee Wolff, Baldwin of Flanders and Hainaut, First Latin Emperor of Constantinople: His Life, Death, and Resurrection, 1172–1225, in Speculum XVII (1952), pp. 281–322.
- Steven Runciman, Storia delle Crociate, Torino, Einaudi, 1966 (4ª ed.). Trad. it. dell'originale A History of the Crusades, Londra, Cambridge University Press, 1951.